# NGC 3607
NGC 3607 (również PGC 34426 lub UGC 6297) – galaktyka soczewkowata klasyfikowana jako SA0^0(s), znajdująca się w gwiazdozbiorze Lwa. Jest położona w odległości ok. 41,7 mln lat świetlnych od Ziemi. Odkrył ją William Herschel 14 marca 1784 roku. Jest galaktyką aktywną.